# Rico Wolven
Rico Wolven (Zwartsluis, 25 maart 1990) is een Nederlands voormalig voetballer die doorgaans speelde als centrale verdediger. Tussen 2009 en 2013 was hij actief in het profvoetbal, voor sc Heerenveen, SC Veendam en Go Ahead Eagles.

## Carrière
Wolvens carrière begon in de jeugdopleiding van sc Heerenveen. Die verhuurperiode werd geen succes en Wolven keerde terug naar Heerenveen, waar hij een seizoen lang niet in het eerste speelde. In 2011 stapte hij over naar SC Veendam. Bij die club debuteerde hij op 5 augustus 2011, in een wedstrijd tegen Willem II. Tweeëntwintig wedstrijden later liep zijn contract af en de verdediger tekende bij Go Ahead Eagles. Zijn debuut hier volgde op 16 september 2012, tegen Sparta Rotterdam. Wolven ging in juli 2013 verder met voetballen bij Spakenburg. Hierna stapte hij over naar Excelsior '31. Later verliet hij Excelsior weer voor SVZW Wierden en in juli 2016 werd DVS '33 de nieuwe club van Wolven. Na een jaar verliet de centrumverdediger deze voor Heino. Ook bij deze club speelde hij één seizoen, waarna VV Berkum de verdediger overnam. Medio 2020 stopte hij met voetballen.

## Clubstatistieken
| Seizoen | Club            | Competitie     | Competitie | Competitie | Beker | Beker | Internationaal | Internationaal | Totaal | Totaal |
| Seizoen | Club            | Competitie     | Wed.       | Dlp.       | Wed.  | Dlp.  | Wed.           | Dlp.           | Wed.   | Dlp.   |
| ------- | --------------- | -------------- | ---------- | ---------- | ----- | ----- | -------------- | -------------- | ------ | ------ |
| 2010/11 | sc Heerenveen   | Eredivisie     | 0          | 0          | 0     | 0     | —              | —              | 0      | 0      |
| 2011/12 | SC Veendam      | Eerste divisie | 22         | 0          | 1     | 0     | —              | —              | 23     | 0      |
| 2012/13 | Go Ahead Eagles | Eerste divisie | 5          | 0          | 0     | 0     | —              | —              | 5      | 0      |
| Totaal  | Totaal          | Totaal         | 27         | 0          | 1     | 0     | 0              | 0              | 28     | 0      |